# 谢尔韦特
谢尔韦特（法語：Chervettes，法語發音：[ʃɛʁvɛt]）是法国滨海夏朗德省的一个旧市镇，位于该省北部，属于圣让当热利区。2018年，谢尔韦特与临近的2个市镇合并为新市镇拉德维斯。

## 地理
谢尔韦特（46°3'5"N, 0°42'28"W）面积3.98 平方千米，位于法国新阿基坦大区滨海夏朗德省，该省份为法国西部滨海省份，北起旺代省，西临大西洋，南至吉倫特省，东南接多爾多涅省，东北接德塞夫勒省接壤，东临夏朗德省。
与谢尔韦特接壤的市镇（或旧市镇、城区）包括：布勒伊拉雷奥尔特、皮罗朗、圣洛朗-德拉巴里耶尔、旺德雷。

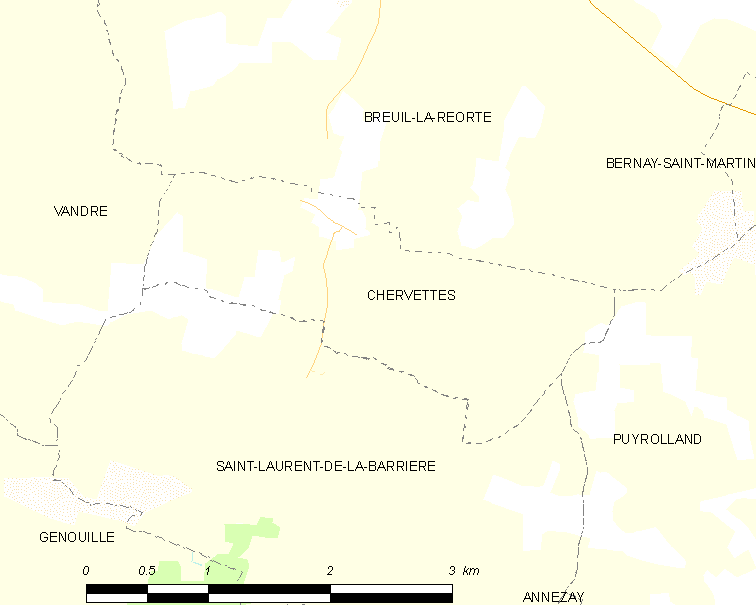
谢尔韦特的OSM定位图

谢尔韦特的时区为UTC+01:00、UTC+02:00（夏令时）。

## 行政
谢尔韦特的邮政编码为17380，INSEE市镇编码为17103。

## 政治
谢尔韦特所属的省级选区为圣让当热利县。

## 人口

1962-2008年间谢尔韦特人口变化图示

谢尔韦特于2018年1月1日时的人口数量为173人。